# Caravana Sereia Bloom
Caravana Sereia Bloom é o terceiro álbum de estúdio da cantora e compositora brasileira Céu, lançado em 13 de fevereiro de 2012.
O disco foi lançado em CD em 2012, assim como em LP limitado a 250 cópias prensado na República Tcheca. Em 2019, o vinil foi relançado pela gravadora Polysom, dessa vez com capa-dupla. Teve como título provisório “Estudos na Estrada”.

## Recepção

### Crítica
| Críticas profissionais | Críticas profissionais |
| Avaliações da crítica  | Avaliações da crítica  |
| Fonte                  | Avaliação              |
| ---------------------- | ---------------------- |
| The Guardian           | [ 5 ]                  |
| Rolling Stone Brasil   | [ 6 ]                  |
| Allmusic               | [ 7 ]                  |

Robin Denselow que escreve para o jornal britânico The Guardian avaliou o disco em 3 estrelas, dizendo que a voz da cantora paulistana ainda continua a mesma, citando que ela esta no seu melhor no samba-funk "Falta de Ar" e na lânguida balada à deriva "Palhaço", mas soa apenas agradável, e esquecível, quando canta em inglês "Streets Bloom" ou o reggae revivido dos anos 60 "You Won't Regret It".
José Flávio Júnior, da revista Rolling Stone Brasil, elogiou o terceiro álbum de Céu, dizendo que fica claro que a cantora é uma artista daquele time diferenciado, que não tem medo de ousar.
Thom Jurek deu ao álbum 4 estrelas, e finalizou dizendo que Caravana Sereia Bloom revela uma artista que está empurrando o envelope da MPB, e não está tomando nenhum prisioneiro no processo..

## Lista de faixas
| N.º | Título                | Compositor(es)                     | Produtor(es)   | Duração |  |
| 1.  | "Falta de Ar"         | Gui Amabis                         | Gui Amabis Céu | 3:59    |  |
| 2.  | "Amor de Antigos"     | Céu                                | Gui Amabis Céu | 2:56    |  |
| 3.  | "Asfalto e Sal"       | Gui Amabis, Céu                    | Gui Amabis Céu | 2:55    |  |
| 4.  | "Retrovisor"          | Céu                                | Gui Amabis Céu | 3:48    |  |
| 5.  | "Teju na Estrada"     | Gui Amabis                         | Gui Amabis Céu | 0:53    |  |
| 6.  | "Contravento"         | Gui Amabis, Lucas Santtana         | Gui Amabis Céu | 2:40    |  |
| 7.  | "Palhaço"             | Nelson Cavaquinho, Oswaldo Martins | Gui Amabis Céu | 2:05    |  |
| 8.  | "You Won't Regret it" | Glenmore Brown, Llyod Robinson     | Gui Amabis Céu | 3:16    |  |
| 9.  | "Sereia"              | Céu                                | Gui Amabis Céu | 0:41    |  |
| 10. | "Baile de Ilusão"     | Céu                                | Gui Amabis Céu | 3:14    |  |
| 11. | "Fffree"              | Céu                                | Gui Amabis Céu | 1:06    |  |
| 12. | "Streets Bloom"       | Lucas Santtana                     | Gui Amabis Céu | 4:31    |  |
| 13. | "Chegar em Mim"       | Jorge dü Peixe                     | Rica Amabis    | 3:20    |  |

## Turnê
| Datas                   | Datas            | Datas            | Datas                                     | Datas          |
| Data                    | Cidade           | País             | Local                                     |                |
| América do Sul          | América do Sul   | América do Sul   | América do Sul                            | América do Sul |
| ----------------------- | ---------------- | ---------------- | ----------------------------------------- | -------------- |
| 10 de março de 2012     | São Paulo        | Brasil           | Sesc Vila Mariana                         |                |
| 11 de março de 2012     | São Paulo        | Brasil           | Sesc Vila Mariana                         |                |
| Europa                  |                  |                  |                                           |                |
| 20 de março de 2012     | Paris            | França           | Théâtre Traversière                       |                |
| 22 de março de 2012     | Belfort          | França           | Le Granit                                 |                |
| 24 de março de 2012     | Nurembergue      | Alemanha         | Tafelhalle                                |                |
| 25 de março de 2012     | Frankfurt        | Alemanha         | Zoom Frankfurt                            |                |
| 27 de março de 2012     | Berlim           | Alemanha         | Lido Berlin                               |                |
| 28 de março de 2012     | Hamburgo         | Alemanha         | Fabrik Hamburg                            |                |
| 30 de março de 2012     | Karlsruhe        | Alemanha         | Tollhaus Kulturzentrum                    |                |
| 31 de março de 2012     | Zurique          | Suíça            | ewz-Unterwerk Selnau                      |                |
| 1 de abril de 2012      | Berna            | Suíça            | Café-Bar Turnhalle                        |                |
| 3 de abril de 2012      | Praga            | República Tcheca | Palác Akropolis                           |                |
| 18 de abril de 2012     | Bristol          | Inglaterra       | St George's Church                        |                |
| 19 de abril de 2012     | Londres          | Inglaterra       | KOKO                                      |                |
| 20 de abril de 2012     | Manchester       | Inglaterra       | Band on the Wall                          |                |
| 22 de abril de 2012     | Coventry         | Inglaterra       | Warwick Arts Centre                       |                |
| 23 de abril de 2012     | Gateshead        | Inglaterra       | The Sage                                  |                |
| 24 de abril de 2012     | Brighton         | Inglaterra       | Komedia                                   |                |
| América do Sul          |                  |                  |                                           |                |
| 5 de maio de 2012       | Rio de Janeiro   | Brasil           | Circo Voador                              |                |
| 10 de maio de 2012      | São Paulo        | Brasil           | Sesc Belenzinho                           |                |
| 11 de maio de 2012      | São Paulo        | Brasil           | Sesc Belenzinho                           |                |
| 12 de maio de 2012      | São Paulo        | Brasil           | Sesc Belenzinho                           |                |
| 18 de maio de 2012      | Curitiba         | Brasil           | BioParque                                 |                |
| 19 de maio de 2012      | Indaiatuba       | Brasil           | Parque Ecológico de Indaiatuba            |                |
| 20 de maio de 2012      | Mogi Guaçu       | Brasil           | Avenida dos Trabalhadores                 |                |
| América do Norte        |                  |                  |                                           |                |
| 10 de junho de 2012     | Nova Iorque      | Estados Unidos   | Highline Ballroom                         |                |
| 12 de junho de 2012     | Washington, D.C. | Estados Unidos   | Sixth & I Historic Synagogue              |                |
| 14 de junho de 2012     | Chicago          | Estados Unidos   | Double Door                               |                |
| 15 de junho de 2012     | Minneapolis      | Estados Unidos   | Dakota Jazz Club                          |                |
| 17 de junho de 2012     | Denver           | Estados Unidos   | Bluebird Theater                          |                |
| 19 de junho de 2012     | Phoenix          | Estados Unidos   | Musical Instrument Museum                 |                |
| 20 de junho de 2012     | Solana Beach     | Estados Unidos   | Belly Up Tavern                           |                |
| 21 de junho de 2012     | Los Angeles      | Estados Unidos   | El Rey Theatre                            |                |
| 22 de junho de 2012     | São Francisco    | Estados Unidos   | Herbst Theatre                            |                |
| 25 de junho de 2012     | Seattle          | Estados Unidos   | The Triple Door                           |                |
| 26 de junho de 2012     | Vancouver        | Canadá           | Rio Theatre                               |                |
| 28 de junho de 2012     | Boston           | Estados Unidos   | Brighton Music Hall                       |                |
| 30 de junho de 2012     | Montreal         | Canadá           | Club Soda                                 |                |
| América do Sul          |                  |                  |                                           |                |
| 7 de julho de 2012      | São Paulo        | Brasil           | Parque do Povo                            |                |
| 31 de julho de 2012     | São Paulo        | Brasil           | Bourbon Street Music Club                 |                |
| 18 de agosto de 2012    | Belo Horizonte   | Brasil           | Sesc Palladium                            |                |
| 26 de agosto de 2012    | São Paulo        | Brasil           | Sesc Itaquera                             |                |
| 15 de setembro de 2012  | Recife           | Brasil           | Baile Perfumado                           |                |
| 16 de setembro de 2012  | Natal            | Brasil           | Teatro Riachuelo                          |                |
| 21 de setembro de 2012  | Rio de Janeiro   | Brasil           | Fundição Progresso                        |                |
| 27 de setembro de 2012  | São Paulo        | Brasil           | Via Funchal                               |                |
| 28 de setembro de 2012  | Vitória          | Brasil           | Estação Porto                             |                |
| 9 de novembro de 2012   | Rio de Janeiro   | Brasil           | Circo Voador                              |                |
| 17 de novembro de 2012  | Santo André      | Brasil           | Sesc Santo André                          |                |
| 18 de novembro de 2012  | Santo André      | Brasil           | Sesc Santo André                          |                |
| 27 de novembro de 2012  | São Paulo        | Brasil           | Teatro Renault                            |                |
| 29 de novembro de 2012  | Ribeirão Preto   | Brasil           | Sesc Ribeirão Preto                       |                |
| 2 de dezembro de 2012   | Sorocaba         | Brasil           | Sesc Sorocaba                             |                |
| 20 de dezembro de 2012  | Buenos Aires     | Argentina        | Niceto Club                               |                |
| 19 de janeiro de 2013   | São Paulo        | Brasil           | Sesc Pinheiros                            |                |
| 20 de janeiro de 2013   | São Paulo        | Brasil           | Sesc Pinheiros                            |                |
| 12 de fevereiro de 2013 | Recife           | Brasil           | Cais da Alfândega                         |                |
| 15 de fevereiro de 2013 | Santos           | Brasil           | Sesc Santos                               |                |
| 3 de março de 2013      | São Paulo        | Brasil           | Parque da Juventude                       |                |
| 23 de março de 2013     | Porto Alegre     | Brasil           | Bar Opinião                               |                |
| África                  |                  |                  |                                           |                |
| 6 de abril de 2013      | Cidade do Cabo   | África do Sul    | Cape Town International Convention Centre |                |
| América do Sul          |                  |                  |                                           |                |
| 19 de abril de 2013     | Florianópolis    | Brasil           | Célula Showcase                           |                |
| 4 de maio de 2013       | Londrina         | Brasil           | Teatro Marista                            |                |
| 11 de maio de 2013      | Rio de Janeiro   | Brasil           | Fundição Progresso                        |                |
| 14 de maio de 2013      | São Paulo        | Brasil           | Bourbon Street Music Club                 |                |
| 19 de maio de 2013      | São Paulo        | Brasil           | Rua 25 de Março                           |                |
| 22 de maio de 2013      | Taubaté          | Brasil           | Sesc Taubaté                              |                |
| 23 de maio de 2013      | São Carlos       | Brasil           | Sesc São Carlos                           |                |
| 25 de maio de 2013      | Paraty           | Brasil           | Praça da Matriz                           |                |
| 7 de junho de 2013      | Mirassol         | Brasil           | Praça Doutor Anísio José Moreira          |                |
| 8 de junho de 2013      | Votuporanga      | Brasil           | Praça São Bento                           |                |
| 9 de junho de 2013      | Tanabi           | Brasil           | Praça Nossa Senhora da Conceição          |                |
| 14 de junho de 2013     | Marília          | Brasil           | Praça do Clube dos Bancários              |                |
| 15 de junho de 2013     | Botucatu         | Brasil           | Praça Pedro Torres                        |                |
| 16 de junho de 2013     | Ourinhos         | Brasil           | Praça Mello Peixoto                       |                |
| 21 de junho de 2013     | Franco da Rocha  | Brasil           | Praça Caieiras                            |                |
| 22 de junho de 2013     | Itapevi          | Brasil           | Praça XVIII de Fevereiro                  |                |
| 23 de junho de 2013     | Francisco Morato | Brasil           | Praça Pompilho Bessa                      |                |
| 5 de agosto de 2013     | Medellín         | Colômbia         | Parque de los Pies Descalzos              |                |
| 9 de agosto de 2013     | Bogotá           | Colômbia         | Teatro Jorge Eliecer Gaitán               |                |
| 22 de agosto de 2013    | São Paulo        | Brasil           | Credicard Hall                            |                |
| 30 de agosto de 2013    | Londrina         | Brasil           | Parque de Exposições Ney Braga            |                |
| 21 de setembro de 2013  | Curitiba         | Brasil           | Teatro SESI                               |                |
| 22 de setembro de 2013  | Curitiba         | Brasil           | Teatro SESI                               |                |
| 27 de setembro de 2013  | Belo Horizonte   | Brasil           | Palácio das Artes                         |                |
| 2 de outubro de 2013    | Aracaju          | Brasil           | RioMar Shopping Aracaju                   |                |
| 3 de outubro de 2013    | Salvador         | Brasil           | Largo Tereza Batista                      |                |
| 3 de novembro de 2013   | Brasília         | Brasil           | Museu Nacional da República               |                |
| 8 de novembro de 2013   | Rio de Janeiro   | Brasil           | Circo Voador                              |                |
| 23 de novembro de 2013  | Ribeirão Preto   | Brasil           | Centro de Eventos Pereira Alvim           |                |
| 5 de dezembro de 2013   | São Paulo        | Brasil           | Cine Joia                                 |                |
| 6 de dezembro de 2013   | Juazeiro         | Brasil           | Centro de Cultura João Gilberto           |                |
| 14 de dezembro de 2013  | Rio de Janeiro   | Brasil           | Sesc Tijuca                               |                |
| 12 de janeiro de 2014   | Florianópolis    | Brasil           | Praça da Igreja                           |                |
| 27 de março de 2014     | São Paulo        | Brasil           | Sesc Ipiranga                             |                |
| 28 de março de 2014     | São Paulo        | Brasil           | Sesc Ipiranga                             |                |
| 4 de abril de 2014      | Fortaleza        | Brasil           | Órbita Bar                                |                |
| 5 de abril de 2014      | Natal            | Brasil           | Pepper's Hall                             |                |
| 10 de maio de 2014      | São Paulo        | Brasil           | WTC Golden Hall                           |                |
| 1 de junho de 2014      | Mogi Guaçu       | Brasil           | Teatro Tupec                              |                |
| 14 de junho de 2014     | São Paulo        | Brasil           | Sesc Bom Retiro                           |                |
| 15 de junho de 2014     | São Paulo        | Brasil           | Sesc Bom Retiro                           |                |
| 19 de junho de 2014     | Pedro II         | Brasil           | Praça da Bonelle                          |                |
| 30 de julho de 2014     | São Paulo        | Brasil           | Centro Cultural Rio Verde                 |                |
| 12 de setembro de 2014  | Goiânia          | Brasil           | Sol Music Hall                            |                |
| 13 de setembro de 2014  | Vitória          | Brasil           | Casa Lab                                  |                |
| Europa                  |                  |                  |                                           |                |
| 14 de novembro de 2014  | Zurique          | Suíça            | Moods Club                                |                |
| 15 de novembro de 2014  | Munique          | Alemanha         | Muffatwerk                                |                |
| 16 de novembro de 2014  | Innsbruck        | Áustria          | Treibhaus                                 |                |
| 18 de novembro de 2014  | Friburgo         | Alemanha         | Jazzhaus Freiburg                         |                |
| 20 de novembro de 2014  | Berlim           | Alemanha         | C-Club                                    |                |
| 21 de novembro de 2014  | Londres          | Inglaterra       | Under the Bridge                          |                |
| 25 de novembro de 2014  | Toulouse         | França           | Salle Nougaro                             |                |
| 26 de novembro de 2014  | Paris            | França           | New Morning                               |                |
| 27 de novembro de 2014  | Monte-Carlo      | Mônaco           | Opéra de Monte-Carlo                      |                |
| 29 de novembro de 2014  | Seignosse        | França           | Les Bourdaines                            |                |

1. ↑  Este show é parte do Festival Lupaluna.
2. 1 2  Estes shows são parte da Virada Cultural Paulista.
3. ↑  Este show é parte do Festival Internacional de Jazz de Montreal.
4. ↑  Este show é parte do Festival Faro MPB.
5. ↑  Este show é parte do Festival Música Pra Todo Mundo.
6. ↑  Este show é parte do Recbeat.
7. ↑  Este show é parte do Cape Town International Jazz Festival.
8. ↑  Este show é parte da Virada Cultural.
9. ↑  Este show é parte do Bourbon Festival Paraty.
10. 1 2 3 4 5 6 7 8 9  Estes shows são parte do Circuito Sesc de Artes.
11. ↑  Este show é abertura do concerto de Herbie Hancock.
12. ↑  Este show é parte do Festival Internacional de Londrina.
13. ↑  Este show é parte do Festival Satélite 061.
14. ↑  Este show é parte do Festival Banana's Brasil.
15. ↑  Este show é parte da SIM São Paulo.
16. ↑  Este show é parte do Floripa Tem.
17. ↑  Este show é parte do Best of Blues Festival.
18. ↑  Este show é parte da Virada Cultural Paulista.
19. ↑  Este show é parte do Festival de Inverno de Pedro II.
20. ↑  Este show é parte da gravação de seu DVD Ao Vivo.
21. ↑  Este show é parte do Festival Vaca Amarela.
22. ↑  Este show é parte do Viradão Vitória .